# Halo (álbum de Juana Molina)
Halo es el séptimo álbum de estudio de la cantante y compositora argentina Juana Molina, lanzado el 5 de mayo de 2017 bajo el sello Crammed Discs. Halo cuenta con doce temas de duración y fue grabado en el estudio casero de Molina fuera de Buenos Aires y en el estudio Sonic Ranch en Texas.
En cuanto a la música del disco, quienes acompañan a Molina son sus compañeros habituales en vivo: Odin Schwartz y Diego López de Arcaute, además de Eduardo Bergallo. Deerhoof’s John Dieterich también participó de algunas grabaciones.

## Título y creación
Halo hace referencia a los mitos argentinos de la "luz mala" en cual se ven luces blancas alrededor de los huesos de animales en descomposición en el campo.
“La portada del álbum: ¡un hueso nos está mirando! Y cuando un hueso nos mira, estamos siendo observados por toda la historia de la paleontología. El hueso es un signo de haber sido, es el último permanecer, después del paso de buitres, hienas, roedores y gusanos. Pero el hueso se convirtió en palanca, arma y superficie de inscripción. Y el hueso es también Stanley Kubrick, ese nombre que inventamos para saltar del mono a lo sobrehumano, así como de las cuevas a la luna, a Júpiter y más allá. En las antiguas leyendas populares, se creía que los huesos enterrados eran la causa de la luz mala (la “luz maligna”, también conocida como luces fantasmas o “will-o’-the-wisp”), ese extraño halo que flota sobre el suelo y asusta a los viajeros noche.” Las 12 canciones de Halo “abundan los ritmos hipnóticos que parecen sacados de rituales inmemoriales, con exploraciones timbrales y paisajes sonoros cambiantes, con letras misteriosas que a menudo tocan la brujería, la premonición y los sueños, siempre usadas como metáforas para estados emocionales, con voces que a veces se alejan de la palabra y el significado para ser reducido a fonemas abstractos y onomatopeyas". 

## Presentación y recepción
Juana Molina hizo la presentación oficial de su nuevo disco, Halo el 20 de abril en La Cúpula del CCK, presentada por la plataforma global de charlas, festivales y eventos Red Bull Music Academy en la cual conversó sobre su camino artístico y el proceso creativo del disco. La charla culminó con una escucha exclusiva de algunos de los temas del álbum y la presentación del video arte en forma de corto de Lentísimo Halo. Los primeros shows en vivo fueron el 17 y el 24 de mayo en Niceto Club, Buenos Aires y luego continuó en Rosario y en Córdoba para luego emprender ya su gira europea.
Lanzado el pasado 5 de mayo, el séptimo material de estudio de Molina (al igual que el mejor de su carrera) generó revuelo en todo el planeta apenas apareció. Al punto de que radios de Francia, Alemania y Estados Unidos lo eligieron como el disco de la semana, mientras que en la BBC sonaba “Paraguaya”. Pitchfork le otorgó un 8. La revista MOJO la calificó como "Una delicia donde los elementos acústicos y electrónicos prosperan en armonía mágica. Halo cava profundamente en lo desconocido y trae un brillo inesperado". Otros críticas muy buenas fueron también de las revistas Uncut, (Londres); Mixmag, (Londres); Stereogum, (USA); NPR, (USA) y Libération, (Francia).

## Primeros cortes y videos promocionales
El primer corte de difusión fue Cosoco, y en simultáneo el videoarte lanzado en abril en forma de corto de la canción Lentísimo Halo, bajo la dirección de Mariano Ramis, la artista ilustra dicho tema. Éste juega poéticamente con la lírica y con la artista misma, la cual nos guía por esos paisajes que circulan en su mente que poco a poco desvelan esa parte íntima de su núcleo creativo. El video es en blanco y negro con una técnica de animación muy compleja y laboriosa, cuadro por cuadro (que incluye una impresora de inyección de tinta, papel de película láser y salsa de soja), que proporciona una precisión aleatoria en los detalles de cada fotograma. Esta aleatoriedad extraída de la meticulosidad me permitió terminar creyendo que lo que estaba haciendo podría tener algún sentido.
El videoclip elegido de lanzamiento fue “Paraguaya”, la primera canción del disco. El clip fue dirigido por la misma Juana y Alejandro Ros, además cuenta con la participación de la madre de Juana, Chunchuna Villafañe. La estética de una casa oscura, crea la atmósfera perfecta para que una madre bruja le enseñe a su hija cómo hacer pociones, a recitar oraciones y bailar. Juana cuenta que la parte de Chunchuna son los pedazos de la coreografía que quedaron de los ensayos para el video que habían pensado para Cosoco.

## Temas
Todas las canciones escritas y compuestas por Juana Molina. 
| N.º | Título                | Duración |  |
| 1.  | «Paraguaya»           | 3:44     |  |
| 2.  | «Sin dones»           | 5:41     |  |
| 3.  | «Lentísimo halo»      | 5:24     |  |
| 4.  | «In the Lassa»        | 4:39     |  |
| 5.  | «Cosoco»              | 4:58     |  |
| 6.  | «Cálculos y oráculos» | 4:47     |  |
| 7.  | «Los pies helados»    | 5:23     |  |
| 8.  | «A00 B01»             | 4:30     |  |
| 9.  | «Cara de espejo»      | 5:03     |  |
| 10. | «Andó»                | 3:50     |  |
| 11. | «Estalacticas»        | 4:53     |  |
| 12. | «Al oeste»            | 3:38     |  |